# دیویس ایوان بدفورد
دیویس ایوان بدفورد (انگلیسی: Davis Evan Bedford; ۲۱ اوت ۱۸۹۸ – ۲۴ ژانویهٔ ۱۹۷۸) پرسنل نظامی، سیاستمدار و پزشک قلب و عروق اهل بریتانیا بود.